# Svjatohirska Kloster
Svjatohirska Kloster (ukrainsk: Свято-Успенська Святогірська Лавра, Hellige Dormition Sviatohirsk Lavra eller Svjatohirska huleklosteret; russisk: Свято-Успенская Святогорская лавра, Sviatogorskaya Lavra) er et større ortodoks kristent kloster på den stejle højre bred af Seversky Donets-floden. Navnet kommer fra de omkringliggende hellige bjerge.
Klosteret ligger nær byen Svjatohírsk (så opkaldt efter klostret i 2003), i Donetsk oblast, det østlige Ukraine. Klosteret udgør også midtpunktet i Svjati Hory Nationalpark (etableret 1997). Den ukrainsk ortodokse kirke udråbte det til en lavra i 2004.

## Historie
Den første skriftlige omtale af klostret stammer fra 1627, selvom Sigismund von Herberstein allerede i 1526 havde hentydet til området "Hellige Bjerge". Det er sandsynligt, at de første munke bosatte området i det 15. århundrede. På det tidspunkt var det et mindre klosteretablissement i de vilde marker, der jævnligt blev hærget af Krim-tatarerne .
I 1787 fik kejserinde Katarina den Store det lukket ned. Klosterets jorder blev sekulariseret og doneret til fyrst Grigorij Potemkin, vicekongen i Ny Rusland. En af hans arvinger, Aleksandr Mikhailovitj Potemkin, og hans kone Tatjana, født fyrstinde Galitzine, finansierede klostrets genoplivning og genopbygning fra 1844.
Før oktoberrevolutionen ejede Svjatohirska-klosteret en arbejderbutik, vindmøller, forskellige slags reparationsværksteder og handelsbygninger. Lavraens vigtigste Dormition-katedral var tegnet af Alexey Gornostaev, som inkluderede et traditionelt byzantinsk tårn. Fra 1917 og frem plyndrede og vanhelligede bolsjevikkerne klostret ved adskillige lejligheder, og slog og dræbte mange munke, og i 1922 lukkede de klostret fuldstændigt og oprettede et sanatorium for Donbas-arbejderne på grunden.
Før 1. Verdenskrig var klostret beboet af cirka 600 munke. I løbet af 1930'erne blev nogle af kirkerne revet ned af sovjetterne, ligesom talrige andre religiøse steder i hele Sovjetunionen.
Efter Sovjetunionens fald og genvindingen af ukrainsk uafhængighed i 1991 blev klostret restaureret et år senere. I 2004 fik klostret officielt status som en ukrainsk-ortodoks kirke lavra. I dag består klostersamfundet af mere end 100 munke, og stiger hvert år.
Den 25. oktober 2005 udstedte Ukraines nationalbank en 10-hryvnia -erindringsmønt, der forestiller Sviatohirsk Lavra. 
Under den russiske invasion af Ukraine i 2022 gav klostret husly til civile flygtninge. Den 12. marts 2022 blev det beskadiget af et russisk luftangreb mod den nærliggende bro over Donets, hvor omkring 520 flygtninge var til stede i klostret. Sprængningen fra eksplosionen beskadigede vinduer og døre i klosterbygningerne, og flere personer blev såret fra glasskårene fra de knuste ruder.

## Galleri
- Lavra-kirken i Svjatohirska-klosteret
- Svjatohirska-klosteret med floden nedenfor